# Tamanski poluotok
Tamanski poluotok (rus. Тама́нский полуо́стров) je poluotok u Krasnodarskom kraju, Rusija. Graniči s Azovskim morem na sjeveru, Kerčkim vratima na zapadu i Crnim morem na jugu.

## Toponim
Jedna verzija podrijetla imena "Taman" tvrdi njegovo čerkesko podrijetlo od "temena", močvare koja odgovara prirodi područja.

## Povijest
Područje se u posljednja dva tisućljeća razvilo iz niza otoka u današnji poluotok. U antičko doba poluotok je Grcima bio poznat kao Sindikè chersònesus (grčki: Σινδική χερσόνησος, poluotok Sindija), a na poluotoku su stajale pontske grčke kolonije Hermonasa i Fanagorija, kao i kasniji grad Tmutarakan.
Maeotae i Sindi su se naselili na tom području od davnina. U klasičnom razdoblju postao je dio Bosporskog kraljevstva; njegovi su stanovnici uključivali Sarmate, Grke, anatolske doseljenike s Ponta i Židove. U 4. stoljeću područje je palo pod vlast Huna; kasnije je bio glavni grad Velike Bugarske i pao je u ruke Hazara sredinom 7. stoljeća. Nakon raspada Hazarskog kaganata u c. 969., poluotok je postao dio države nasljednice Hazarskih Židova pod vladarom po imenu David. Do kasnih 980-ih došao je uglavnom u posjed Kijevske Rusi i ruske kneževine Tmutarakan prije nego što je pao u ruke Kipčaka c. 1100. Mongoli su zauzeli to područje 1239. godine i postalo je posjed Genove, zajedno s Gazarijom na Krimu, 1419. godine.
Veći dio 15. stoljeća obitelj Guizolfi (Ghisolfi), koju je osnovao genovski Židov Simeone de Guizolfi, vladala je poluotokom u ime Gazarije. Vladavina regije od strane židovskih konzula, povjerenika ili prinčeva potaknula je mnoge rasprave o tome koliko je kazarski judaizam preživio u južnoj Rusiji tijekom tog razdoblja. Krimski kanat zauzeo je poluotok Taman 1483. Pao je pod Osmansko Carstvo 1783. godine i postao osmanski sandžak pod ejaletom Kafa. Godine 1791., tijekom Rusko-turskog rata (1787.–92.), prešao je pod kontrolu Ruskog Carstva. Rusija ga je vratila Osmanlijama 1792. Konačno je pripao Rusiji 1828. Veći dio sljedećeg stoljeća područje je bilo rijetko naseljeno. Najveće naselje bio je kozački grad (kasnije stanica) Taman, kojeg je u moderno doba naslijedio lučki grad Temryuk.
Poluotok sadrži male blatne vulkane i nalazišta prirodnog plina i nafte. Plitka desalinizirana jezera i lokalni estuariji naseljeni ribom i divljači, obrasli gustom trskom obale stvaraju močvarno, neprohodno područje.
Mihail Ljermontov omalovažavajuće opisuje grad Taman u svom romanu Junak našeg doba.
Njemački Wehrmacht i rumunjska vojska okupirali su poluotok Taman 1942.; sovjetska Crvena armija vratila ga je 1943. Priča filma Križ od željeza vrti se oko sukoba koji nastaju unutar vodstva pukovnije Wehrmachta tijekom njemačkog povlačenja s kubanskog mostobrana.
Godine 2018. arheolozi su otkrili ostatke starogrčkih glazbenih instrumenata, harfe i lire. Instrumenti su otkriveni tijekom istraživanja antičke nekropole koja se nalazi u blizini naselja Volna. Arheolozi kažu da je tu postojao grčki polis od druge četvrtine 6. stoljeća prije Krista do 4. stoljeća nove ere, koji je pripadao Bosporskom kraljevstvu.

## Vanjske poveznice
|  | Zajednički poslužitelj ima još gradiva o temi Tamanski poluotok |